# 季馬紹夫斯克區

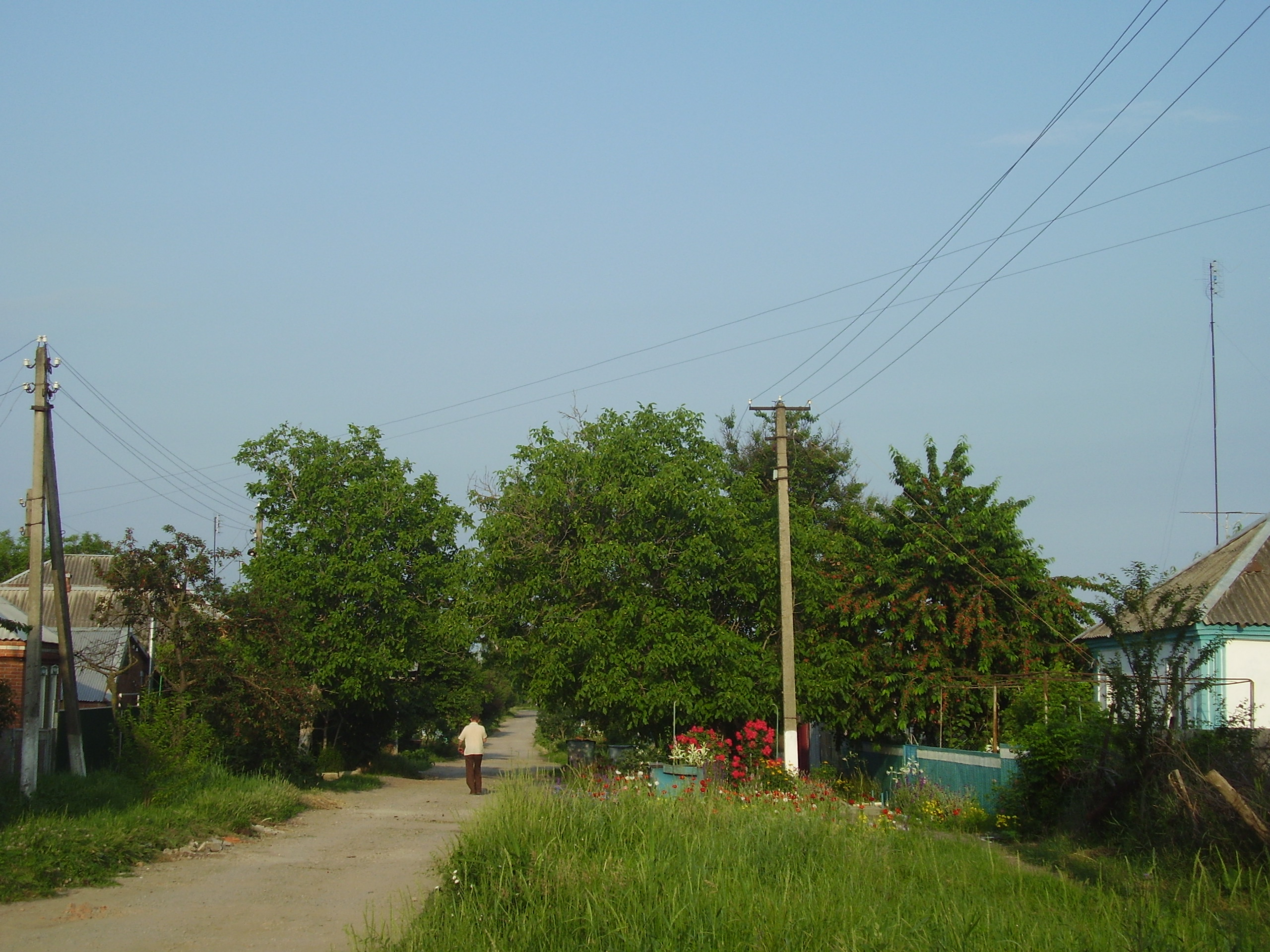

45°37′N 38°58′E / 45.617°N 38.967°E
季馬紹夫斯克區（俄语：Тимашёвский район），是俄羅斯的一個區，位於該國西南部，由克拉斯諾達爾邊疆區負責管轄，面積1,506.4平方公里，2010年人口106,130，人口密度每平方公里70.45人。